# 维勒努瓦
维勒努瓦（法語：Villenoy，法語發音：[vilnwa] ⓘ）是法国法蘭西島大區塞纳-马恩省的一个市镇，属于莫城区。 

## 地理
维勒努瓦（48°56'28"N, 2°51'41"E）面积7.37 平方千米，位于法国法蘭西島大區塞纳-马恩省，该省份为法国北部内陆省份，北起瓦兹省，西接埃松省、马恩河谷省、塞纳-圣但尼省和瓦兹河谷省，南至卢瓦雷省，东南接约讷省，东临马恩省和奥布省，东北接埃纳省。
与维勒努瓦接壤的市镇（或旧市镇、城区）包括：伊勒莱维勒努瓦、马勒伊莱莫、莫城、绍科南-讷夫蒙捷、维涅利。

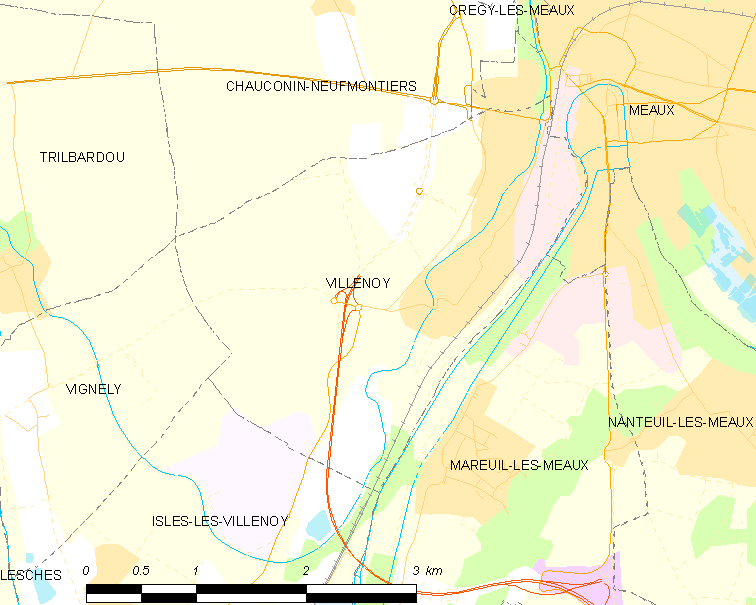
维勒努瓦的OSM定位图

维勒努瓦的时区为UTC+01:00、UTC+02:00（夏令时）。

## 行政
维勒努瓦的邮政编码为77124，INSEE市镇编码为77513。

## 政治
维勒努瓦所属的省级选区为克莱-苏伊县。

## 人口

1962-2008年间维勒努瓦人口变化图示

维勒努瓦于2022年1月1日时的人口数量为5073人。